# Liceo scientifico statale Pasquale Stanislao Mancini
Il liceo scientifico statale Pasquale Stanislao Mancini di Avellino è stato fondato dopo la riforma Gentile del 1923 col nome di "Regio Liceo Scientifico di Avellino".

## Storia
Con Regio decreto il 13/11/1931 il Liceo Scientifico di Avellino viene intitolato a Pasquale Stanislao Mancini.
Inizialmente l'istituto era ubicato in piazza della Libertà, mentre nel 1934, esso si sposta in via De Conciliis, progettata dall'ing. Mazzei e costruita dall’impresa D’Amore.